# Miroslav Radman
Miroslav Radman, né le 30 avril 1944 à Split en Yougoslavie, est un biologiste cellulaire franco-croate.

## Biographie
Fils de pêcheurs (Nikola et Vesna), Miroslav Radman a grandi sur l'île de Hvar et fait ses études secondaires à Split. Après de très brèves études en génie électrique, il découvre sa véritable passion, la biologie, à la suite de la découverte de l’ADN et sa structure en double hélice par Watson et Crick. En parallèle avec ses études en biologie, il s’intéresse aux études de physique et de philosophie des sciences donnés par Ivan Supek qui deviendra par la suite un ami et collaborateur dans la revue trimestrielle interdisciplinaire Encyclopædia Moderna.
Après un master en biologie moléculaire de l'université de Zagreb, il fait son doctorat à l'Université libre de Bruxelles dans le laboratoire de Jean Brachet, pionnier dans l’étude des acides nucléiques, de l’ADN et de l’ARN, qu'il obtient en 1969. Entre 1969 et 1970, il effectue un premier post-doctorat au CNRS à Paris suivi ensuite d'un deuxième, de 1970 à 1973, à l'université Harvard au Massachusetts dans le laboratoire de Matthew Meselson pour lequel, il obtient la première bourse EMBO. 
Miroslav Radman devient par la suite professeur à l'Université libre de Bruxelles de 1973 à 1983. En 1983, il intègre le CNRS et devient directeur de recherche à l'Institut Jacques-Monod de l'université Paris-Diderot jusqu'en 1998. Il est alors nommé professeur de biologie cellulaire à l'université Paris-Descartes et directeur de l'unité INSERM U571 « Génétique moléculaire, évolutive et médicale » de la faculté de médecine de l'hôpital Necker à Paris grâce au soutien de son ancien doyen Philippe Even. En 1996, il obtient la nationalité française.
En 2002, Miroslav Radman est élu membre de l'Académie des sciences française.
Il dirige l’Institut méditerranéen des sciences de la vie (MedILS) à Split, en Croatie, qu'il a créé en 2003 avec Marija Alačević. En 2004, il a également servi en tant que conseiller scientifique du premier ministre de la Croatie.

## Apport scientifique
Toute la carrière scientifique de Miroslav Radman a été consacrée l'étude des mécanismes de réparation de l'ADN. Sa découverte majeure, appelée le système SOS, qu’il a baptisé en analogie avec l’appel lancé par les navires en détresse, a été d’abord publiée sous la forme d’un mémo envoyée à différents spécialistes de la réparation de l’ADN et n’a été publiée qu’en 1974. 
Cette découverte a été faite en utilisant la protéine RecA chez la bactérie Deinococcus radiodurans. Avec l'identification du système de réparation de mésappariements des bases, il apporte également des bases moléculaires supplémentaires au lien entre mutation et cancer chez l'homme. Il est aussi le grand artisan de la découverte des mécanismes de spéciation chez les bactéries et levures.
Avec le groupe de Jacques Elion, il s'est intéressé aux mécanismes moléculaires impliqués dans l'évolution des bactéries pathogènes et aux mécanismes d'acquisition de résistances aux antibiotiques.
Plus récemment, les recherches de Miroslav Radman visent à découvrir les mécanismes liés au vieillissement, et plus particulièrement au rôle que l’oxydation des protéines joue dans le vieillissement et les maladies reliées à l’âge. Ainsi selon lui, le processus du vieillissement serait dû à l’oxydation de protéines qui elle engendrait des dommages irréversibles tels que le changement de leur conformation et leur agrégation, des mutations dans l’ADN et finalement la mort cellulaire. Il s’intéresse également à la parabiose, mécanisme par lequel, selon lui, les cellules communiquent entre elles afin de maintenir l’homéostasie[pas clair]. En effet, selon son hypothèse, la parabiose entre en jeu lorsque, par exemple, une cellule devient « défectueuse » (ne peut pas remplir son rôle) à cause des défauts dans son protéome (ensemble de protéines qui la constituent). Les cellules environnantes, grâce à la parabiose, combleraient le défaut d’activité de cette cellule en partageaient, par trafic intra-cellulaire, le matériel manquant (ions, métabolites, et même des organelles). Une inflammation chronique qui peut être déclenchée par l’oxydation des protéines causerait une interruption de cette coopération entre les cellules et causerait ainsi le vieillissement. 

## Distinctions
Miroslav Radman a reçu de nombreux prix au cours de sa carrière : 
- 1970 : Obtention de la première bourse EMBO
- 1979 : Prix Antoine-Lacassagne décerné par la Ligue contre le cancer (LCR)
- 1990: Golden Eureka of Innovation
- 1992 : Prix Charles-Léopold-Mayer (1992) décerné par l'Académie des sciences
- 1992 : Médaille d'honneur de la Société d'encouragement au progrès
- 1998 : Prix Léopold-Griffuel
- 2000 : Grand Prix Richard-Lounsbery remis conjointement par les académies des sciences française et américaine[7]
- 2000: Katzir Katchalsky Honorary Lecturer, Weizmann Institute, Israel
- 15 octobre 2002 : Élection à l'Académie des sciences; il devient ainsi le premier français d’origine Croate à en devenir membre
- 2003 : Grand Prix de l'INSERM
- 2011: Prix FEMS-Lwoff pour sa recherche sur les mécanismes de réparation de l'ADN chez Deinococcus radiodurans
- 2012 : Nommé Chevalier de la Légion d’Honneur
- 2018 : Élection en tant que membre étranger à la National Academy of Sciences (NAS)
- Il est également membre de l’American Academy of Arts and Sciences, de la World Academy of Arts and Sciences et de l'Académie croate des sciences et des arts.